# ناحية عزيز بلد
عزيز بلد هي ناحية زراعية في قضاء بلد في محافظة صلاح الدين في وسط شمال العراق، كانت ذات بساتين كثيرة مثمرة، تربتُها خصبة، يعمل أكثر سكانها في الزراعة، قريبة من دجلة، البعد بينهما كيلومتر واحد، بُلّطت شوارعها في سنة 1984. وفيها مركز صحي واحد. وفي عزيز بلد مقاطعة عزيز بلد رقم 1. مساحتها 12984 دونماً عراقياً.

## النزوح
بعد احتلال تنظيم الدولة الإسلامية (داعش) لأراضٍ من العراق سنة 2014، كانت عزيز بلد مما احتله التنظيم، حتى انتهى احتلاله في تشرين الثاني سنة 2016، فأقامت عوائل عزيز بلد أثناء النزوح في مخيم الحردانية، ثم عادت عوائل من أهالي عزيز بلد إلى قريتهم، وكان عدد سكان القرية حتى 5 شباط سنة 2020 في عزيز بلد 178 عائلة، وقد وجدوا قريتهم مخربة وبساتينهم محروقة وتضررت بعض البنايات ومدارس ودوائر حكومية. وفي 11 تموز سنة 2021 ذكرت الأمم المتحدة في تقرير أنها "زارت عزيز بلد حيث يدعم برنامجُ الأغذيةِ العالميُّ العائدين ممن يتسم وضعهم بالهشاشة والمجتمع المحلي من خلال مشاريع كسب الرزق ومن خلال إعادة تأهيل الأراضي الزراعية ويعمل برنامج الأغذية العالمي مع مديرية الزراعة في المنطقة والموارد المائية والجمعيات الفلاحية ومع جمعية أيادي الرحمة الإنسانية للمساعدة في إعادة تنشيط الإنتاج الزراعي المحلي ودعم صغار المزارعين".